# Феоклит (Аврандинис)
Митрополи́т Феоктит (греч. Μητροπολίτης Θεόκλητος в миру Лукас Аврандини́с, греч. Λουκᾶς Αβραντινής; 1920, Калаврита — 6 апреля 2005, Месолонгион, Греция) — епископ Элладской православной церкви, митрополит Этолийский и Акарнанийский (1965—2005).

## Биография
Родился в 1922 году в Калаврите. Был пострижен в монашество в Святой Лавре близ города Калаврита. В 1943 году был рукоположен в сан иеродиакона, а в 1946 году — в сан иеромонаха.
В 1954 году окончил богословский институт Афинского университета.
21 ноября 1965 года был рукоположён в сан митрополита Этолийского и Акарнанийского.
6 апреля 2005 года ушёл на покой по состоянию здоровья.
Скончался 12 февраля 2007 года в Месолонгионе и похоронен в монастыре Клисура.